# Садовая овсянка
Садо́вая овся́нка (лат. Emberiza hortulana) — птица из рода настоящие овсянки (Emberiza) семейства овсянковые (Emberizidae).

## Описание
Распространена в большинстве стран Европы и Западной Азии. Осенью мигрирует в тропическую часть Африки, возвращаясь на родину в конце апреля—начале мая. Их места обитания различаются в разных областях своего ареала. Так, во Франции садовые овсянки предпочитают проживать в районах с виноградниками, в то время как в других странах их ни разу не встречали в таких районах. Ареал простирается далеко на север до Скандинавии и за Северный полярный круг, где птица питается на полях c зерновыми и в их окрестностях.
Садовая овсянка составляет 16 см в длину и весит 20—25 г. По внешнему виду и поведению она сходна с обыкновенной овсянкой, но окраска менее яркая. Голова зеленовато-серого цвета. Отличительной чертой является хорошо заметное желтое кольцо вокруг глаза у взрослых птиц.
Голос монотонный, песня состоит из нескольких свистов и несколько проще, чем у обыкновенной овсянки.
Гнёзда располагаются на земле или вблизи земли. Они имеют овальную или округлую форму, в диаметре составляют 8—12 см. Садовая овсянка откладывает 4—6 яиц с блестящей скорлупой и слабо заметным оттенком голубого цвета. Насиживание длится 11—12 дней. Птенцы вылетают из гнезда во второй половине июня.
Садовые овсянки питаются семенами растений, но во время выкармливания птенцов поедают жуков и других насекомых.
Максимальная продолжительность жизни в дикой природе — 5,8 лет.

## Численность популяции
В Европе численность популяции оценивается в приблизительно 5,2—16 млн гнездящихся пар, где проживает 50—74 % от общей численности садовых овсянок. Общее количество этих птиц составляет около 21,1—96 млн особей, хотя требуется дальнейшее подтверждение этой цифры.

## Гастрономия
Садовые овсянки употребляются в пищу и считаются деликатесом. Традиционно садовых овсянок принудительно кормят, запирая в темной коробке с пшеном. Темнота активирует у этих птиц инстинкт непрерывного поглощения пищи. Овсянок умерщвляют, топя в арманьяке, после чего жарят целиком и так же целиком употребляют в пищу. Традиционный французский ритуал поглощения этого блюда включает накрывание головы салфеткой и кушанья под ней, что служит для концентрации аромата блюда. Этот ритуал, однако, иронично трактуют и как попытку скрыть происходящее от Божьих глаз.
 Ритуал наглядно демонстрируется в шестой серии третьего сезона сериала «Миллиарды», в шестой серии первого сезона американского телесериала «Наследники» и в фильме La passion de Dodin Bouffant, 2023 («Рецепт любви»).

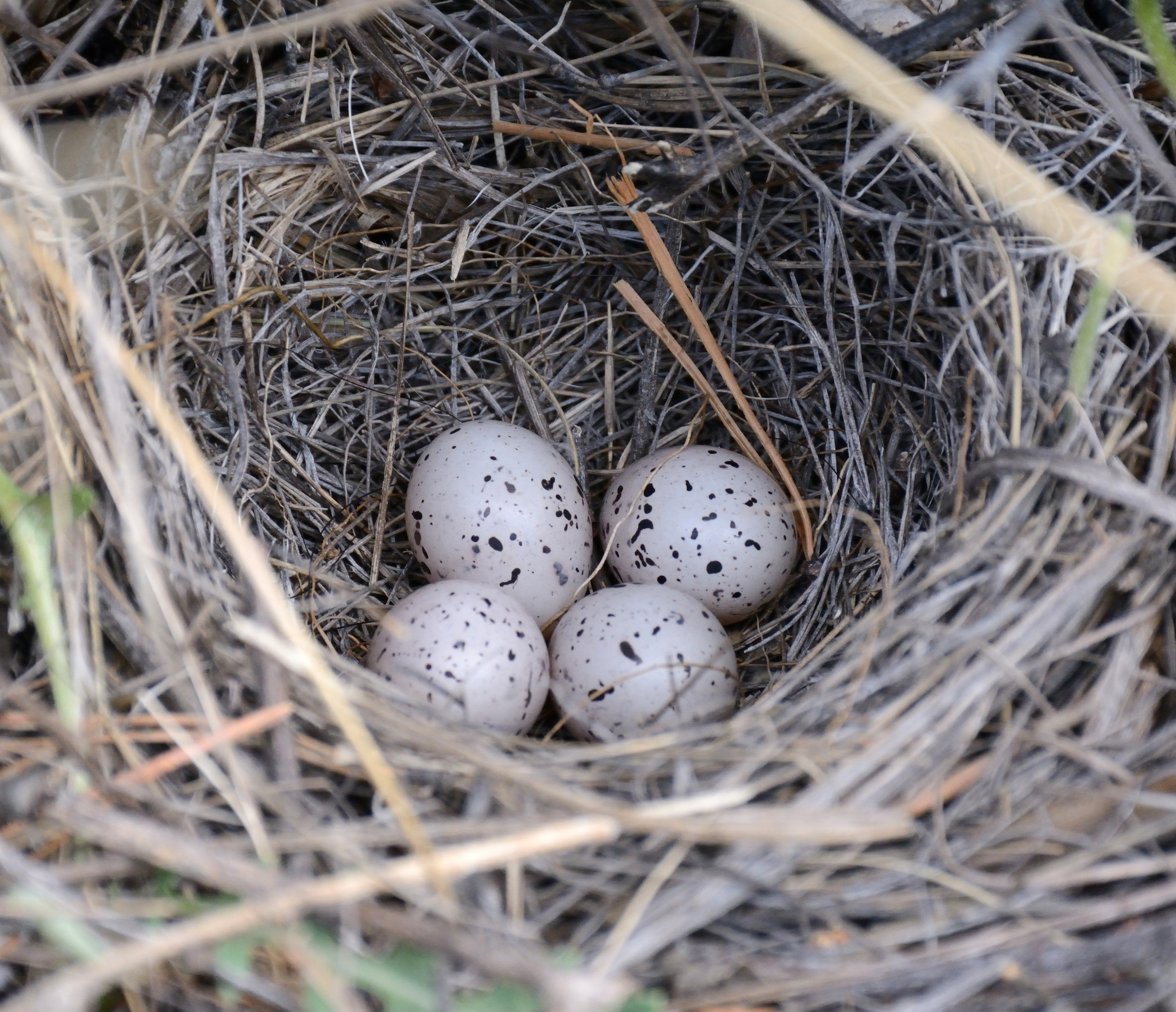
Гнездо с кладкой. Россия, республика Тыва, Балгазынский бор.

Маринованные овсянки входили также в состав экспорта Кипра.
Охота на овсянок законодательно запрещена во Франции с 1999 года, но она, однако, продолжается. В период с 1997 по 2007 год во Франции ежегодно употреблялись в пищу более 50000 овсянок, что привело к сокращению их популяции на 30 %.

## Галерея

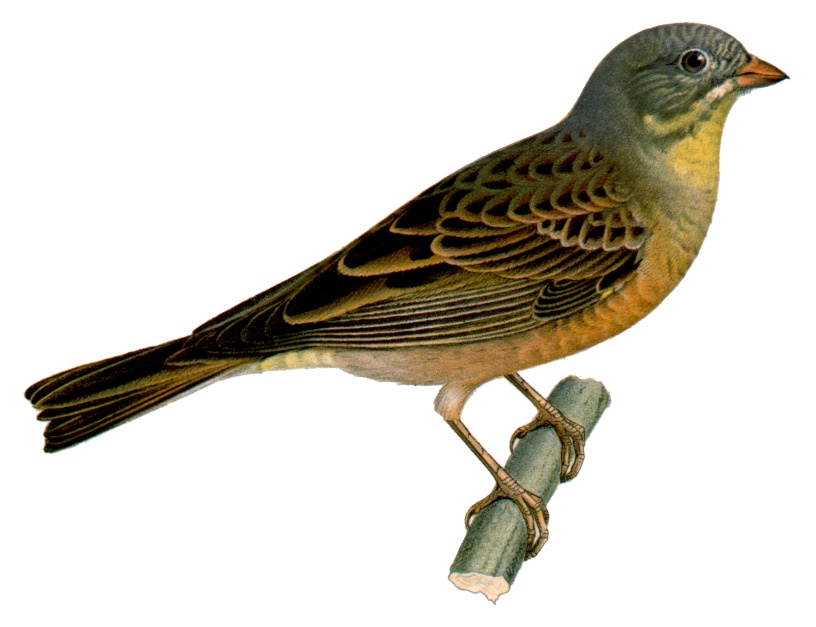
Самец
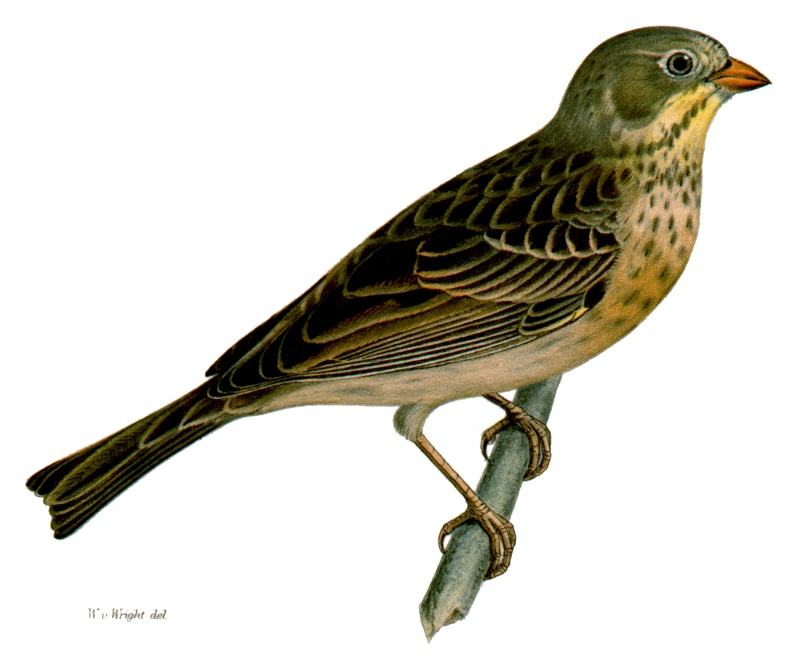
Самка
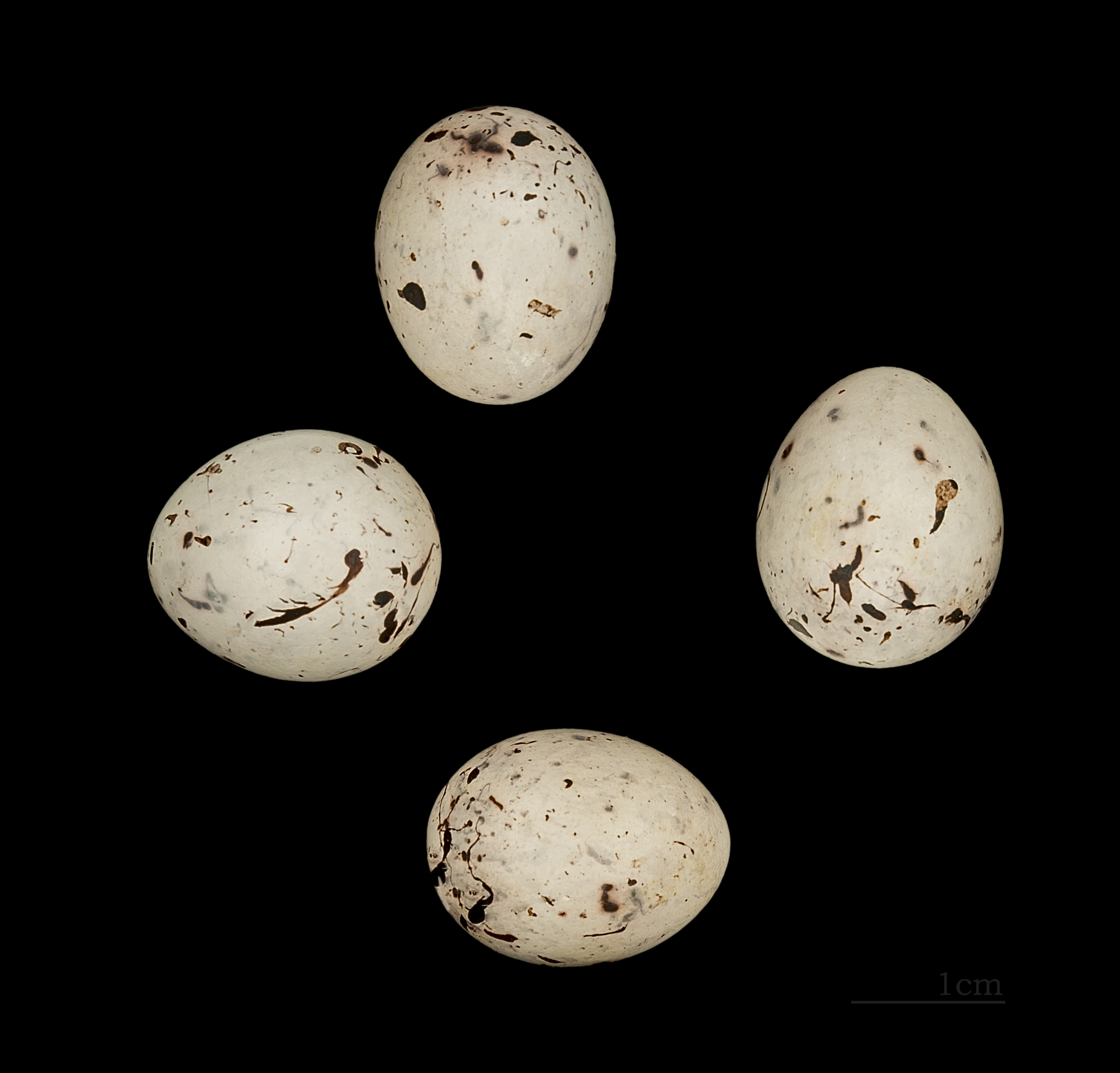